# Маккартні Кесслер
Маккартні Кесслер (англ. McCartney Kessler) — американська тенісистка.
Кесслер виросла в тенісній сім'ї — її батьки та брат грали в теніс на студентському рівні за свої університети. Сама Кесслер отримала спортивну стипендію від Університету Флориди. 
Свій перший титул WTA Кесслер виборола на турнірі Tennis in the Land 2024 у Клівленді.

## Фінали турнірів WTA

### Одиночний розряд: 3 (2 титули, 1 поразка)
| Легенда          |
| ---------------- |
| Grand Slam (0–0) |
| WTA 1000 (0–0)   |
| WTA 500 (0–0)    |
| WTA 250 (3–1)    |

| За поверхнею |
| ------------ |
| Хард (2–1)   |
| Грунт (0–0)  |
| Трава (1–0)  |

| Фінали за умовами |
| ----------------- |
| Під небом (3–1)   |
| В залі (0–0)      |

| Результат | В–П | Дата     | Турнір                           | Статус  | Поверхня | Супротивниця       | Рахунок       |
| --------- | --- | -------- | -------------------------------- | ------- | -------- | ------------------ | ------------- |
| Перемога  | 1–0 | Сер 2024 | Tennis in the Land, США          | WTA 250 | Хард     | Беатріс Аддадж Мая | 1–6, 6–1, 7–5 |
| Перемога  | 2–0 | Січ 2025 | Hobart International             | WTA 250 | Тверде   | Елісе Мертенс      | 6–4, 3–6, 6–0 |
| Поразка   | 2–1 | Лют 2025 | ATX Open                         | WTA 250 | Тверде   | Джессіка Пегула    | 7–5, 6–2      |
| Перемога  | 3–1 | Чер 2025 | Nottingham Open, Велика Британія | WTA 250 | Трава    | Даяна Ястремська   | 6–4, 7–5      |

### Парний розряд: 2 (1 титул, 1 поразка)
| Результат | В–П | Дата     | Турнір                 | Tier     | Покриття | Партнерка | Опоненти                  | Рахунок           |
| --------- | --- | -------- | ---------------------- | -------- | -------- | --------- | ------------------------- | ----------------- |
| Поразка   | 0–1 | Лют 2025 | ATX Open, США          | WTA 250  | Тверде   | Чжан Шуай | Ганна Блінкова Юань Юе    | 3–6, 6–1, [10–4]  |
| Перемога  | 1–1 | Лип 2025 | Мастерс Канада, Канада | WTA 1000 | Тверде   | Коко Гофф | Тейлор Таунсенд Чжан Шуай | 6–4, 1–6, [13–11] |

## Фінали турнірів WTA Challenger

### Одиночний розряд: 1 титул
| Результат | В–П | Дата     | Турнір                        | Поверхня | Супротивниця  | Рахунок       |
| --------- | --- | -------- | ----------------------------- | -------- | ------------- | ------------- |
| Перемога  | 1–0 | Лют 2024 | Puerto Vallarta Open, Мексика | Хард     | Тейла Престон | 5–7, 6–3, 6–0 |